# Леонтины
Леонти́ны (греч. Λεοντίνοι) — греческая колония на Сицилии в 42 километрах к северо-западу от Сиракуз. Руины античного города находятся в 2 километрах к югу от современной коммуны Лентини.

## История
Был основан в 729 году до н. э. жителями близлежащей халкидской колонии Наксос.
Так как окрестности города — Campi Leontini — считались плодороднейшей местностью Сицилии, независимости города всё время угрожали более крупные соседи. В V веке до н. э. известны тираны Панаитий, после него — Эйнесидем, в 494 году до н. э. город был захвачен тираном Гелы Гиппократом, при его преемнике Гелоне попал в зависимость от Сиракуз. В 476 году до н. э. Гиерон I переселил сюда жителей Наксоса и Катании. При Фрасибуле Сиракузском освободился, но в 396 году до н. э. сиракузский тиран Дионисий Старший при поддержке аристократов подчинил город Сиракузам. Желая укрепить свою власть над городом тиран перевёл большую часть леонтинцев в Сиракузы, взамен отправив в Леонтины 10 000 переселенцев из других городов. В III веке до н. э., после смерти царя Сицилии Агафокла, город попал под власть тирана Гераклида, а затем под власть сиркузского тирана Гиерона II. Позже город попал в зависимость от Карфагена, вследствие чего в 214 году до н. э. во время второй пунической войны был взят приступом римлянами, разграблен и разрушен. Плодородные окрестности города были объявлены «собственностью римского народа».
При римлянах Леонтины были незначительным местечком. Сохранились многочисленные монеты, отчеканенные в Леонтинах, обыкновенно с изображением колосьев, так как окрестности города славились плодородностью.

## Известные жители и уроженцы
- Горгий (доколо 483  — 380—376 годы до н. э.) — древнегреческий софист